# La Conjecture de Fermat
La Conjecture de Fermat est un roman policier historique de Jean d'Aillon publié en 2006 aux éditions Jean-Claude Lattès.

## Résumé
En 1643, les Espagnols connaissent les dépêches françaises codées par Rossignol et Louis est chargé de l'enquête. Il enrôle Gaston. Manessier, chiffreur de Rossignol, est tué en faisant croire à un suicide pour l'inculper. Gaufredi, serviteur de Louis, tue Habert, autre chiffreur, certainement le traître, les ayant attaqués. Louis rencontre le jeune Pascal pour sa première calculette, qui lui propose de rencontrer Fermat à Toulouse et de ramener sa démonstration de sa conjecture. 
Lionne, secrétaire d'État, révèle à Louis que le chef conspirateur est Fontrailles. Louis se rend à Toulouse en carrosse et emmène Bresche, libraire. Lionne le fait loger chez Mme Castelbajac. Fermat lui donne un code sécurisé et la démonstration. Louis apprend que Castelbajac est la sœur de Fontrailles et déduit que Lionne est complice. 
Cependant, Gaston découvre que Fontrailles a volé des papiers à Chigi, envoyé du pape pour le congrès de Munster, et en trouve un où il est dit à Chigi qu'il aura les dépêches françaises grâce à un autre chiffreur traître. Louis et Bresche quittent Toulouse à cheval. Gaufredi les rejoint en carrosse à Montauban, mais Bresche et des comparses ont enlevé Louis. Il repart chez Castelbajac, dont il découvre l'innocence et celle de Lionne. Louis rejoint Paris. Gaufredi le poursuit. Bresche révèle qu'il a aussi un chiffreur espion : Chantelou. 
À Paris, Louis est enchaîné chez Fontrailles qui brûle la démonstration de Fermat prise pour le code. Gaufredi va chercher Gaston et donne le code à Lionne. Ils capturent Bresche qui dit où est Louis qu'ils libèrent, puis arrêtent Chantelou. Mazarin vient rétribuer Louis qui rentre ensuite à Mercy.